# 4385 Elsässer
4385 Elsässer eller 2534 P-L är en asteroid i huvudbältet som upptäcktes den 24 september 1960 av den nederländsk-amerikanske astronomen Tom Gehrels och det nederländska astronomparet Ingrid van Houten-Groeneveld och Cornelis Johannes van Houten vid Palomarobservatoriet. Den är uppkallad efter den tyske astronomen Hans F. Elsässer.
Asteroiden har en diameter på ungefär 10 kilometer och den tillhör asteroidgruppen Themis.